# Piotr Lipka
Piotr Lipka,  pseud. „Leepeck” (wym. Lipek) (ur. 2 sierpnia 1979 w Warszawie) – polski kompozytor, autor tekstów, wokalista, członek i współzałożyciel zespołu Bohema oraz projektu Leepeck. W 2023 roku muzyk został umieszczony przez magazyn Rolling Stone w dziale “10 artystów, których powinieneś znać“

## Życiorys
W roku 1994 ukończył szkołę podstawową nr 146 w Warszawie. Jest absolwentem VI LO im. Tadeusza Reytana w Warszawie, które ukończył w 1998 roku. Tam też poznał pozostałych członków zespołu Bohema – Łukasza Lubaszkę, Michała Jankowskiego i Waldka Baryło. Pierwszym założonym przez nich zespołem był Hill Band (w 1994 r.), wspólnie z Piotrem Czajerem. Po zdaniu matury muzycy zdecydowali się na zmianę nazwy zespołu na Bohema. W 2003 roku podpisali kontrakt z Polskim Radiem, czego wynikiem było nagranie wiosną płyty Bohema. W 2004 roku kompozycja Hell Woman jego autorstwa z tej płyty znalazła się w Top Ten MTV Polska. W 2006 roku grupa wydała drugą płytę – Santi Subito. Jeden z utworów z tej płyty, Tell me who you are, Piotr Lipka nagrał w duecie z Muńkiem Staszczykiem.
W latach 1999–2007 studiował na Uniwersytecie Warszawskim. W 2007 roku otrzymał nagrodę Superjedynki w kategorii „Płyta Rock”. Zespół Bohema zawiesił swą działalność w 2008 r. W latach Piotr Lipka 2009–2014 prowadził klub muzyczny „Huśtawka” przy ulicy Brackiej 20 (pałac Brzozowskich) w Warszawie. Gościli tu tacy wykonawcy jak Voo Voo, Natalia Przybysz, Muniek Staszczyk, Marek Dyjak.
W 2012 r. na krótko reaktywował zespół, by dać koncert w warszawskim klubie „Huśtawka”.  
W 2017 roku nagrał solowy album Borderline pod pseudonimem Leepeck, który ukazał się w kwietniu 2017 r. Brał udział w wielu znaczących wydarzeniach muzycznych: m.in. XLIV Festiwal w Opolu, Opole Songwriters Festival, XII Przystanek Woodstock, Enea Spring Break Showcase Festival & Conference 2018, supportował zespół Green Day w „Spodku” w 2005 roku. W listopadzie 2019 roku artysta dał trzy koncerty w Toronto w ramach festiwalu Indie Week
10 września 2021 roku miała miejsce premiera jego solowego albumu Leepeck. Na mnie już czas. Gościnnie na płycie wystąpili m.in. Natalia Przybysz, Wojciech Mazolewski i Anita Lipnicka. Wydawcą albumu jest Agora SA
22 maja 2023 roku wystąpił w ramach UNSPUN SESSIONS w klubie Piano Smithfield w Londynie

## Dorobek artystyczny

### Albumy
- Bohema (2003, CD)[9] – wraz z grupą Bohema
- Santi Subito (2006, CD)[10] – wraz z grupą Bohema
- Borderline (2017, CD) – Leepeck
- Na mnie już czas (2021, CD)[11] – Leepeck

### Single
- Ginger (2003, CD) – wraz z grupą Bohema
- Hell Woman (2004, CD) – wraz z grupą Bohema
- Etapy (2004, CD)[12] – wraz z grupą Bohema
- Warszawka (2006, CD)[13] – wraz z grupą Bohema
- Latająca Zośka (2018, CD) – Leepeck
- Babie lato (2019, CD) – Leepeck
- Śnieg (2020, CD) – Leepeck
- Na mnie już czas (2020, CD) – Leepeck
- Dopóki Jesteś ( singiel )
- Am I Free ( singiel )